# Njáll Þorgeirsson
Njáll Þorgeirsson (fl. X secolo) è stato un avvocato islandese vissuto nel X secolo, che abitò a Bergþórshvol, nell'odierno Rangárþing eystra. È uno dei protagonisti della Njáls saga, una saga islandese.

## Biografia
Njáll era figlio di Þorgeir "gollnir" Ófeigsson. Il nonno paterno litigò col re e decise di andarsene ma, quando ormai il viaggio era pronto, un emissario del re lo uccise. Dopo questo avvenimento la nonna, i figli ed il fratello andarono in Islanda. Njáll visse a Bergþórshvoll in Landeyjar e sposò Bergþóra Skarphéðinsdóttir. Viene descritto come gentile, non violento e alla mano, ma senza barba, dato che in testa e in faccia non gli crescevano peli. Fu un grande avvocato, e risolse i problemi di molti degli uomini che chiesero il suo consiglio. Fu grande amico di Gunnar Hámundarson di Hlíðarendi.
Dopo che i figli furono coinvolti in una lite, la fattoria di Bergþórshvol fu circondata da centinaia di uomini e fu incendiata. Njáll era un uomo anziano, e gli fu proposto di andarsene. Scelse di restare e morì nell'incendio con il resto della famiglia, motivo per cui la Njáls saga viene spesso chiamata Brennu-Njáls saga, che significa "la saga di Njáll l'ardente".